# 1952年ヘルシンキオリンピックの日本選手団
1952年ヘルシンキオリンピックの日本選手団（1952ねんヘルシンキオリンピックのにほんせんしゅだん）は、1952年にフィンランド・ヘルシンキで行われた1952年ヘルシンキオリンピックの日本選手団各選手の試合結果。選手名及び所属は1952年当時のもの。

## メダル獲得者

### 金メダル
- 石井庄八（レスリングフリースタイルバンタム級）

### 銀メダル
- 鈴木弘（競泳100m自由形）
- 橋爪四郎（競泳1500m自由形）
- 鈴木弘・浜口喜博・後藤暢・谷川禎次郎（競泳800mリレー）
- 北野祐秀（レスリングフリースタイルフライ級）
- 上迫忠夫（体操競技徒手）
- 竹本正男（体操競技跳馬）

### 銅メダル
- 上迫忠夫・小野喬（体操競技跳馬）

## 陸上競技
- 総監督：春日弘
- ヘッドコーチ：織田幹雄
- マネージャー：伊藤貫三
- コーチ：佐々木吉蔵
- マラソンコーチ：竹中正一郎

- 細田富男（八幡製鉄）
  - 男子100m：2次予選落ち（10秒8）
  - 男子200m：2次予選落ち（22秒3）
- 田島政次（中大）
  - 男子100m：1次予選落ち（11秒1）
  - 男子走幅跳：10位（7.00）
- 的場淳吉（同大）
  - 男子400m：1次予選落ち（49秒4）
- 室矢芳隆（中大）
  - 男子800m：1次予選落ち（1分54秒0）
- 岡野栄太郎（中大）・的場淳吉・室矢芳隆・山本弘一（京大）
  - 男子4×400mリレー：予選落ち（3分20秒3）
- 井上治（中大）
  - 男子5000m：予選失格（14分59秒0）
- 木南道孝（大阪市立東高校教）
  - 男子110mハードル：1次予選落ち（15秒0）
- 岡野栄太郎
  - 男子400mハードル：2次予選落ち（54秒4）
- 高橋進（八幡製鉄）
  - 男子3000m障害：予選落ち（9分21秒6）
- 山本忠司（香川県庁）
  - 男子三段跳：14位（14m57）
- 飯室芳男（東鉄）
  - 男子三段跳：6位（14m99）
- 長谷川敬三（朝日新聞）
  - 男子三段跳：予選落ち（14m39）
- 沢田文吉（岐阜市教育委員会）
  - 男子棒高跳：6位（4m20）
- 山田敬蔵（同和鉱業）
  - 男子マラソン：26位（2時間38分11秒2）
- 西田勝雄（中大）
  - 男子マラソン：25位（2時間36分19秒0）
- 内川義高（三井鉱山）
  - 男子マラソン：途中棄権
- 吉川綾子（帝塚山学院）
  - 女子100m：予選落ち（12秒6）
  - 女子走幅跳：16位（5m54）
- 吉野トヨ子（山梨県教育委員会）
  - 女子円盤投：4位（43m81）
- 宮下美代（光華短大）
  - 女子80mハードル：予選落ち（11秒8）

## 水泳
- 総監督：藤田明
- ヘッドコーチ：清川正二
- コーチ：遊佐正憲
- コーチ：牧野正蔵
- コーチ：小池禮三
- 飛込み監督：原秀夫
- マネージャー：阿部輝太郎

### 競泳
- 鈴木弘（日大）
  - 男子100m自由形：銀メダル（57秒4）
- 後藤暢（浮羽高）
  - 男子100m自由形：4位（58秒5）
- 浜口喜博（日本鋼管）
  - 男子100m自由形：準決勝3位
- 古橋廣之進（大同毛織）
  - 男子400m自由形：8位（4分42秒1）
- 田中純夫（早大）
  - 男子400m自由形：準決勝7位（4分48秒0）
- 田中寧夫（早大）
  - 男子400m自由形：準決勝2位（4分44秒9）
- 橋爪四郎（日大出）
  - 男子1500m自由形：銀メダル（18分41秒4）
- 北村康雄（早大）
  - 男子1500m自由形：6位（19分00秒4）
- 青木行義（鹿本高）
  - 男子1500m自由形：予選落ち（19分27秒0）
- 西野恭正（日大出）
  - 男子100m背泳ぎ：予選落ち（1分10秒1）
- 倉橋範彦（日大）
  - 男子100m背泳ぎ：予選落ち（1分10秒7）
- 梶川孝義（早大）
  - 男子200m平泳ぎ：5位（2分38秒6）
- 長沢二郎（早大）
  - 男子200m平泳ぎ：6位（2分39秒1）
- 平山綽保（日大）
  - 男子200m平泳ぎ：4位（2分37秒4）
- 後藤暢・鈴木弘・谷川禎次郎（日大）・浜口喜博
  - 男子4×200m自由形リレー：銀メダル（8分33秒5）
- 西拡（明大）
  - 出場せず
- 浅野満（早大）
  - 出場せず
- 田中守（早大）
  - 出場せず

- 宮部シズエ（野原中）
  - 女子100m自由形：予選落ち（1分16秒6）
- 山下貞子（東洋レーヨン）
  - 女子100m自由形：予選落ち（1分13秒2）
  - 女子400m自由形：予選落ち（5分48秒4）
- 田村美佐子（伊都高）
  - 女子400m自由形：予選落ち（5分59秒0）
- 坂口文子（五条高）
  - 女子100m自由形：予選落ち（1分14秒6）
- 青木政代（伊都高）
  - 女子200m平泳ぎ：予選落ち（3分05秒6）
- 坂本和子（五条高）
  - 女子200m平泳ぎ：準決勝7位（3分04秒2）
- 大石康子（天理短大）・坂口文子・田村美佐子・山下貞子
  - 女子4×100m自由形リレー：6位（4分54秒0）

### 飛び込み
- 毛利勝一（日大）
  - 男子高飛込：29位（58.65）
  - 男子飛板飛込：15位（65.23）
- 宮本まさみ（金沢桜丘高）
  - 女子高飛込：11位（36.24）
  - 女子飛板飛込：15位（46.88）

## 体操
監督：佐々野利彦
- 金子明友（桐朋高教）
  - 男子あん馬：82位（17.25）
  - 男子つり輪：19位（18.85）
  - 男子個人総合：21位（111.30）
  - 男子跳馬：31位（18.55）
  - 男子鉄棒：19位（18.90）
  - 男子平行棒：10位（19.20）
  - 徒手：24位（18.55）
- 小野喬（東教大）
  - 男子あん馬：31位（18.40）
  - 男子つり輪：63位（18.15）
  - 男子跳馬：銅メダル（19.100）
  - 男子鉄棒：19位（18.90）
  - 男子平行棒：31位（18.60）
  - 徒手：4位（19.05）
  - 男子個人総合：12位（112.20）
- 上迫忠夫（日体大出-開成学園教）
  - 男子あん馬：47位（18.00）
  - 男子つり輪：50位（18.35）
  - 男子個人総合：15位（111.65）
  - 男子跳馬：銅メダル（19.100）
  - 男子鉄棒：35位（18.55）
  - 男子平行棒：38位（18.50）
  - 徒手：銀メダル（19.15）
- 竹本正男（日体大教）
  - 男子あん馬：69位（17.55）
  - 男子つり輪：6位（19.20）
  - 男子個人総合：15位（111.65）
  - 男子跳馬：銀メダル（19.15）
  - 男子鉄棒：17位（18.95）
  - 男子平行棒：71位（17.95）
  - 徒手：11位（18.85）
- 鍋谷鐵巳（慶大）
  - 男子あん馬：84位（17.20）
  - 男子つり輪：69位（18.00）
  - 男子個人総合：35位（110.10）
  - 男子跳馬：25位（18.65）
  - 男子鉄棒：19位（18.90）
  - 男子平行棒：31位（18.60）
  - 徒手：14位（18.75）
- 上迫忠夫・小野喬・金子明友・竹本正男・鍋谷鐵巳
  - 男子団体総合：5位（556.90）

## 自転車
監督：北沢清
- 加藤忠（自転車販売業）
  - 男子1000mタイム・トライアル：26位（1分23秒2）
  - 男子190.4km個人ロード・レース：途中棄権
- 近成保（農業）
  - 男子190.4km個人ロード・レース：途中棄権
- 田島正純（法大）
  - 男子190.4km個人ロード・レース：途中棄権
- 富岡喜平（自転車販売業）
  - 男子190.4km個人ロード・レース：途中棄権
  - 男子スクラッチ・レース：第1次予選敗者復活戦敗退
- 加藤忠・田島正純・近成保・富岡喜平
  - 男子4000m団体追抜競走：19位（5分13秒4）
- 近成保・富岡喜平
  - 男子タンデム：第1次予選敗者復活戦敗退

## アマチュアレスリング|レスリング
監督：西出武
- 山崎次男（関学）
  - フリースタイル・ウエルター級：5位
- 石井庄八（中大）
  - フリースタイル・バンタム級：金メダル
- 霜鳥武雄（明大）
  - フリースタイル・ライト級：6位
- 富永利三郎（明大）
  - フリースタイル・フェザー級：5位
- 北野祐秀（慶大）
  - フリースタイル・フライ級：銀メダル

## ボクシング
監督：柴田勝治
- 永田吉太郎（日大）
  - フライ級：1回戦敗退
- 石丸利人（早大）
- *フェザー級：1回戦敗退

## ウエイトリフティング
- 白石勇（日新化学工業）
  - バンタム級56kg以下：棄権

## フェンシング
- 牧真一（慶大出）
  - 男子フルーレ（個人）：予選敗退

## ボート競技
監督：日下二郎
- 神田和夫（慶大）・木暮保（慶大）・五藤隆二（慶大）・武内利弥（慶大）・松尾浩介（慶大）
  - かじ付きフォア：敗者復活戦敗退（7分13秒09）

## ヨット
監督：小沢吉太郎
- 海徳敬次郎（中日本重工）
  - フィン級：27位（825）

## 射撃

### ライフル射撃
- 猪熊幸夫（警察予備校）
  - 男子スモールボアライフル伏射：17位（396）

## 馬術
監督：遊佐幸平

### 障害飛越
- 喜多井利明（軽種馬生産農業組合、馬名：ユリスB）
  - 個人：45位

## 本部
- 団長：田畑政治
- 本部役員：浅野均一
- 本部役員：松本瀧藏
- 本部役員：八田一朗
- 本部役員：土肥冬男
- 本部役員：竹腰重丸
- 本部役員：石川周策
- 本部役員：水野四郎
- 本部役員：室橋豊穂
- 本部役員：西田泰助
- 本部役員：森田重利

ほかに射撃名誉コーチとして安斎実が後に代表団に加えられた。